# Огъста
Вижте пояснителната страница за други значения на Огъста.
Огъста (на английски: Augusta) е град в Джорджия, Съединени американски щати. Намира се на брега на река Савана, на границата с Южна Каролина. Огъста е вторият по големина град в Джорджия след Атланта с население около 195 000 души (2000).

## Личности
Родени в Огъста
- Бен Бернанке (р. 1953), икономист и банкер
- Сюзан Стил-Килрейн (р. 1961), астронавт
- Лорънс Фишбърн (р. 1961), актьор
- Хълк Хоган (р. 1953), кечист и актьор

Други личности, свързани с Огъста
- Удроу Уилсън (1856 – 1924), политик, живее в града през 1860-те години